# 陈志荣 (1957年)
陈志荣（1957年12月—2016年8月28日），海南五指山人。男，黎族。1980年5月参加工作，1975年9月加入中国共产党。中山大学经济系政治经济学专业毕业，中共中央党校世界经济专业在职研究生学历。中国共产党第十八届中央委员（2015年10月增补）。

## 生平
历任海南黎族苗族自治州计委副主任；海南省三亚市计划局副局长、局长，统计局局长，副市长；白沙黎族自治县县委书记；省民政厅副厅长、巡视员；省科协党组书记、副主席；省民族宗教事务厅厅长、省民族宗教事务委员会主任；省人大常委会教科文卫工作委员会主任等职。2012年7月，任海南省人民政府副省长。2012年11月，当选中国共产党第十八届中央委员会候补委员。2015年5月，升任中共海南省委常委、政法委书记。2015年10月，中共十八届五中全会增补陈志荣为中央委员会委员。
2016年8月28日12时，因病医治无效在北京逝世。